# Distrito electoral de Elvira
Elvira (en inglés: Elvira Precinct) es un distrito electoral ubicado en el condado de Johnson en el estado estadounidense de Illinois. En el Censo de 2010 tenía una población de 820 habitantes y una densidad poblacional de 8,2 personas por km².

## Geografía
Elvira se encuentra ubicado en las coordenadas 37°26′57″N 88°59′15″O / 37.44917, -88.98750. Según la Oficina del Censo de los Estados Unidos, Elvira tiene una superficie total de 100.03 km², de la cual 98.85 km² corresponden a tierra firme y (1.18%) 1.18 km² es agua.

## Demografía
Según el censo de 2010, había 820 personas residiendo en Elvira. La densidad de población era de 8,2 hab./km². De los 820 habitantes, Elvira estaba compuesto por el 96.34% blancos, el 0.85% eran afroamericanos, el 0.24% eran amerindios, el 0% eran asiáticos, el 0% eran isleños del Pacífico, el 1.22% eran de otras razas y el 1.34% pertenecían a dos o más razas. Del total de la población el 3.78% eran hispanos o latinos de cualquier raza.